# Thalamophyllia tenuescens
Espèce
Statut CITES
Thalamophyllia tenuescens est une espèce de coraux appartenant à la famille des Caryophylliidae.